# SPAD S.XIII
 (février 2024).
 (mars 2022).
Si vous disposez d'ouvrages ou d'articles de référence ou si vous connaissez des sites web de qualité traitant du thème abordé ici, merci de compléter l'article en donnant les références utiles à sa vérifiabilité et en les liant à la section « Notes et références ».
Le SPAD S.XIII est un avion biplan de chasse monoplace français de la Première Guerre mondiale conçu par Louis Béchereau et fabriqué par la société SPAD. 
La série des avions de chasse SPAD fut utilisée par de nombreux as français, italiens et britanniques, ainsi que par de nombreux autres pilotes alliés.

## Historique

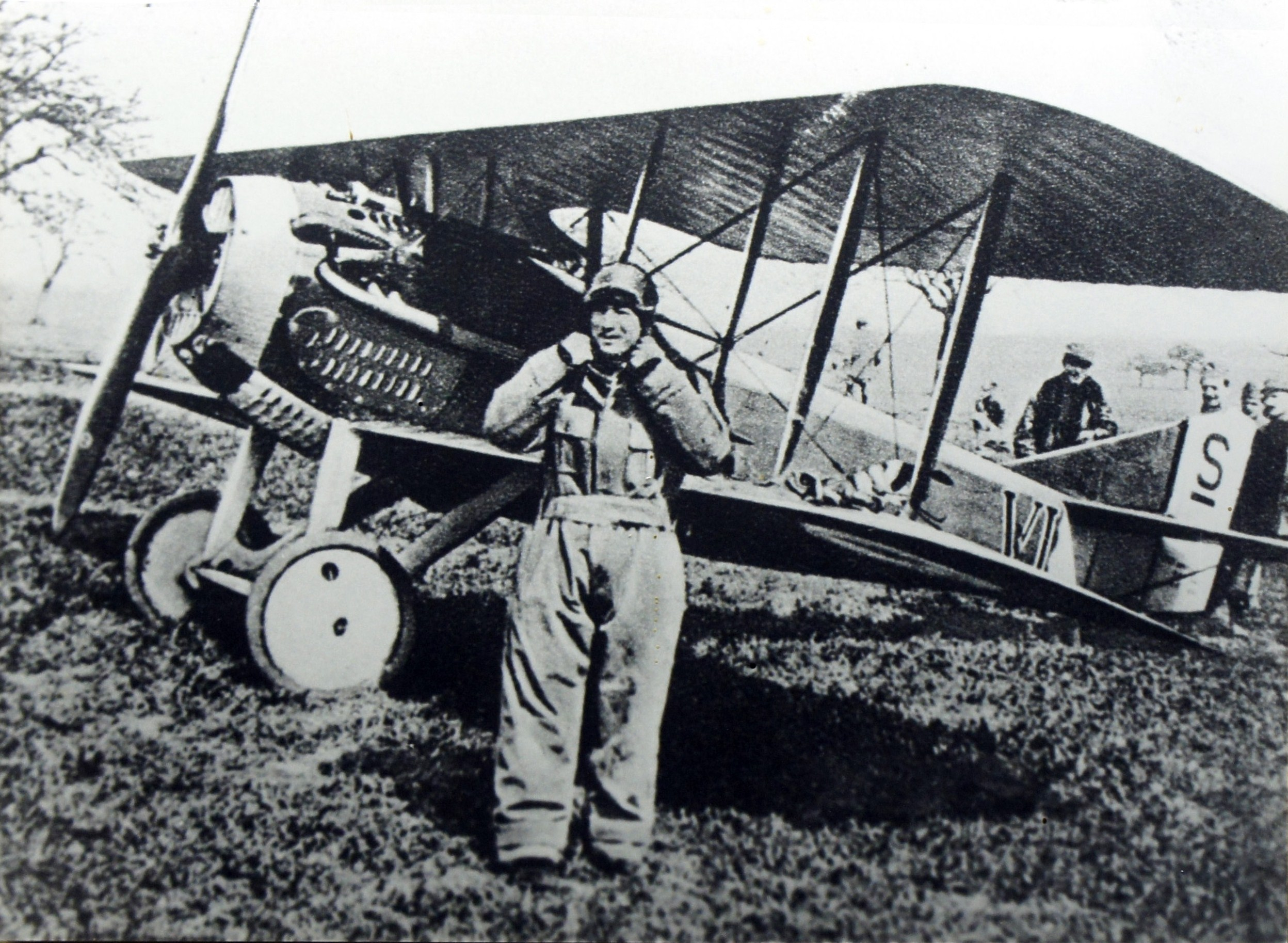
René Fonck devant son SPAD S.XIII en 1918.

Le SPAD S.XIII était une version améliorée du SPAD S.VII, ce qui fait que leur aspect extérieur était très semblable : son envergure était légèrement augmentée ;  il bénéficiait d'un moteur plus puissant. Ceci améliora sensiblement ses caractéristiques de vol, notamment sa maniabilité, déjà excellentes pour le SPAD S.VII. De plus le S.XIII fut doté d'une deuxième mitrailleuse, ce qui en fit un chasseur redoutable. Il  était l'appareil le plus rapide de l'époque, ses ailes fines lui permettaient d'atteindre une vitesse très élevée en piqué (plus de 350 km/h), ce qui permettaient à un pilote de fondre sur un avion ennemi et de l'abattre sans qu'un mitrailleur ou un chasseur n'ait le temps de riposter efficacement. Cette tactique fut très appréciée de l'as français René Fonck.  
Après le premier vol le 4 avril 1917, les commandes de diverses armées de l'air commencèrent à affluer et dès fin mai 1917 les premiers S.XIII étaient opérationnels sur le front où ils remplacèrent rapidement les S.VII et les chasseurs Nieuport. Le SPAD S.XIII devint le meilleur chasseur de l'époque et garda la maîtrise du ciel jusqu'après la fin de la Première Guerre mondiale. Cependant, le SPAD XIII était particulièrement difficile à prendre en main par les pilotes inexpérimentés ; mais ses caractéristiques de vol le rendaient redoutable aux mains d'un pilote chevronné.

## Derniers développements d'une formule
Dernière évolution du moteur 8 cylindres en V Hispano-Suiza, le type 8Fb était un groupe de 300 ch à prise directe qui acheva ses essais au banc en février 1918. Ce moteur, dont un exemplaire fut monté courant avril 1918 sur un S.XIII dont la structure avait été renforcée, fut utilisé pour motoriser les derniers chasseurs de la famille SPAD S.VII/S.XIII.

### SPAD S.XVII
Le S.XVII se présentait comme un S.XIII plus trapu, les dimensions hors-tout étant pratiquement inchangées, mais le radiateur offrait des dimensions plus imposantes, le fuselage arrière offrait une silhouette plus arrondie et la gouverne de direction était modifiée. La masse en charge passait à 942 kg, la puissance du moteur à 300 ch, ce qui lui conférait des performances légèrement supérieures (10–20 km/h de plus en vitesse maximale) à celles du Spad XIII de 220ch. Il n'était armé que d'une seule mitrailleuse, et était équipé pour la reconnaissance photographique. Après des essais opérationnels conduits par le Capitaine de Slade une série fut lancée et vingt exemplaires livrés avant la fin de la guerre. De rares exemplaires ont été mis à la disposition des meilleurs pilotes du Groupe de Combat GC 12 des Cigognes. Fonck remporta plusieurs victoires à bord du Spad XVII no 682, en particulier le 1er novembre 1918, quand il revendiqua deux avions allemands abattus. Un seul sera homologué, devenant sa 75e et dernière victoire.

### SPAD S.XXI
Chasseur monoplace très similaire au S.XVII, le fuselage et la voilure étant simplement légèrement allongés. La principale différence portait sur les commandes de vol, le S.XXI disposant d’ailerons au plan supérieur comme au plan inférieur alors que le S.XVII n’en avait qu’au plan supérieur. Deux prototypes furent réalisés, les premiers vols ayant lieu en octobre 1918. Cet avion fit l’objet d’essais comparatifs avec les Nieuport 29, Sopwith Dolphin et Martinsyde F.4 Buzzard. Il se révéla moins rapide que le Nieuport, mais grimpait plus vite en altitude. C’est finalement le Nieuport 29 qui fut choisi, en particulier en raison d’un champ de vision plus important pour le pilote.

### SPAD S.XXII
Dès 1916 certains pilotes critiquèrent le champ de vision réduit offert par les chasseurs dessinés par Louis Béchereau. Bien qu’ayant quitté la firme au printemps 1917, Béchereau proposa une solution en étudiant une nouvelle voilure au cours des tout derniers mois de la Première Guerre mondiale : le plan inférieur fut donc reculé, affecté d’une flèche négative et doté d’ailerons occupant tout le bord de fuite avec un décrochement à l’emplanture pour faciliter la visibilité vers le bas. Tri-longeron, le plan supérieur avait lui une flèche positive assez marquée. Cette voilure fut montée sur un fuselage de S.XVII équipé d’un Hispano-Suiza 8Fb. Le développement de cet appareil, dont la construction n’était pas achevée le 29 novembre 1918, fut abandonné en raison de l’Armistice, mais l’unique prototype achevé en 1919 put subir de rapides essais en vol.

## Engagement
Les SPAD furent utilisés par la quasi-totalité des escadrilles de chasse françaises et obtinrent d'importants succès en combat aérien. 
Le S.XIII faisait preuve de qualités opérationnelles remarquables, ce qui fit monter le nombre d'exemplaires commandés à environ 10 000, mais beaucoup de ces commandes furent annulées à la fin du conflit. Au total 8 472 appareils de ce type furent tout de même construits et utilisés, à côté de l'armée de l'air française, par les armées de l'air de Belgique, d'Italie, de la Grande-Bretagne et des États-Unis. Le S.XIII se révéla par ailleurs être un des seuls chasseurs capables de dominer les redoutés Fokker D.VII et est considéré par beaucoup comme le meilleur chasseur de la guerre. Il fut assez fréquemment utilisé pour attaquer des cibles terrestres, notamment les tranchées allemandes lors des assauts alliés. Après la guerre, bon nombre d'appareils furent encore exportés en Belgique, au Japon, en Pologne et en Tchécoslovaquie.

## Liste des as volant sur SPAD S.XIII
- René Fonck 52 victoires remportées sur cet appareil
- Francesco Baracca
- Georges Guynemer
- Léon Bourjade
- Charles Nungesser
- Jean Chaput
- Ernest Maunoury
- Eddie Rickenbacker
- Frank Luke
- Henri Trémeau
- Henry Hay de Slade
- Xavier Moissinac
- Antoine Laplasse

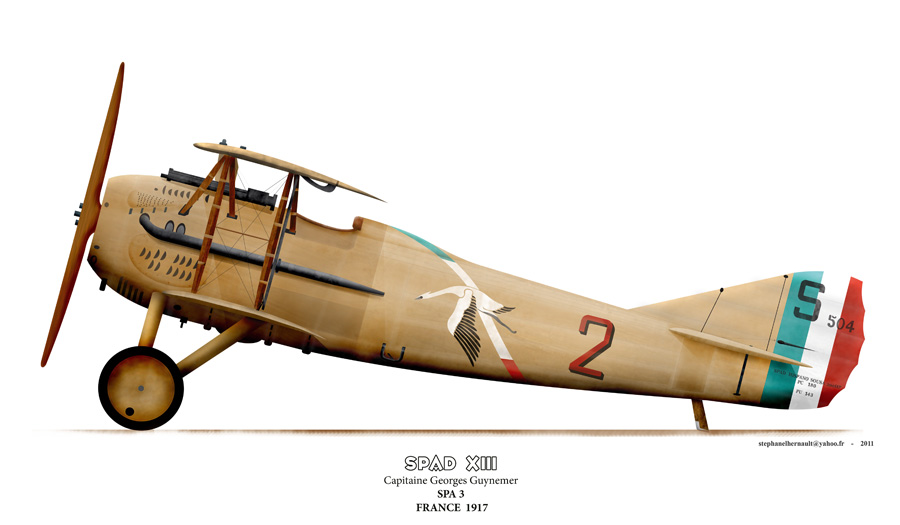
SPAD XIII Georges Guynemer.
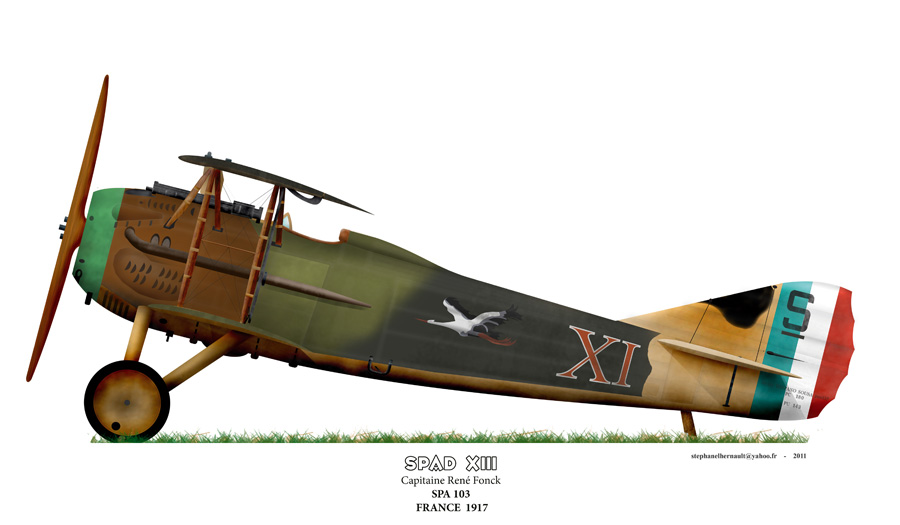
SPAD XIII René Fonck.
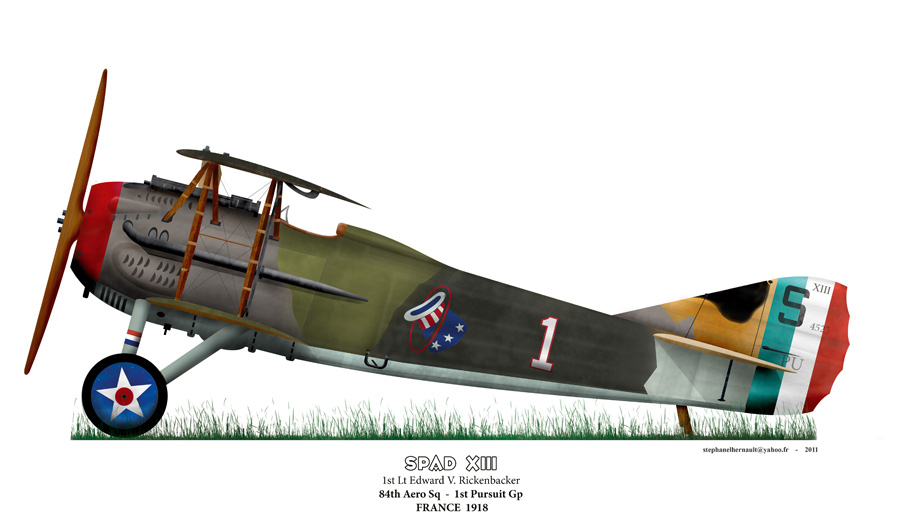
SPAD XIII Edward Rickenbacker.
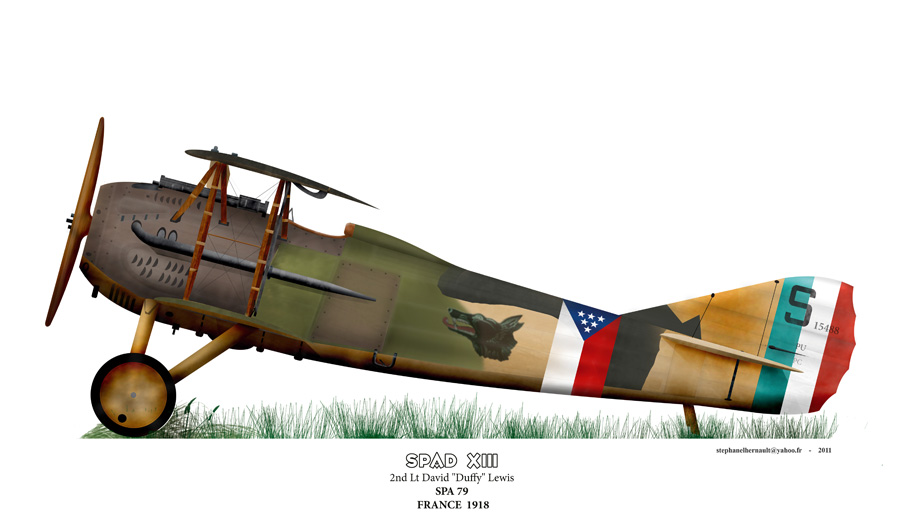
SPAD XIII David "Duffy" Lewis.